# Stephanoaetus
A Stephanoaetus a madarak (Aves) osztályának vágómadár-alakúak (Accipitriformes) rendjébe, ezen belül a vágómadárfélék (Accipitridae) családjába tartozó nem.
A Stephanoaetus-fajok a Fekete-Afrika és Madagaszkár nagytestű ragadozó madarai.

## Rendszerezés
A nembe az alábbi 1 recens és 1 kihalt faj tartozik:
- koronás sas (Stephanoaetus coronatus) (Linnaeus, 1766)[1] - típusfaj
- †Stephanoaetus mahery Goodman, 1994[2]

## Fordítás
- Ez a szócikk részben vagy egészben  a   Stephanoaetus című angol Wikipédia-szócikk ezen változatának fordításán alapul.  Az eredeti cikk szerkesztőit annak laptörténete sorolja fel. Ez a jelzés csupán a megfogalmazás eredetét és a szerzői jogokat jelzi, nem szolgál a cikkben szereplő információk forrásmegjelöléseként.